# Entodon stewartii
Entodon stewartii là một loài Rêu trong họ Entodontaceae. Loài này được (Dixon) W.R. Buck mô tả khoa học đầu tiên năm 1980.